# Михельн
Михельн (нем. Micheln) — община в Германии, в земле Саксония-Анхальт. 
Входит в состав района Кётен. Подчиняется управлению Остернинбург.  Население составляет 770 человек (на 31 декабря 2006 года). Занимает площадь 16,58 км².